# Es Malgrats
Es Malgrats är en ö i Spanien.   Den ligger i regionen Balearerna, i den östra delen av landet, 500tm huvudstaden Madrid. Arean är 0,14 kvadratkilometer.
Terrängen på Es Malgrats är platt. Den sträcker sig 0,7 kilometer i nord-sydlig riktning, och 0,6 kilometer i öst-västlig riktning.